# Brukniewo
Brukniewo (niem. Brückenau) – kolonia w Polsce położona w województwie kujawsko-pomorskim, w powiecie tucholskim, w gminie Lubiewo. Miejscowość wchodzi w skład sołectwa Lubiewo.
W latach 1975–1998 miejscowość administracyjnie należała do województwa bydgoskiego.